# Postcards from Paradise
Albums de Ringo Starr
Ringo Starr - Icon
(2012) Give More Love
(2017)
Postcards from Paradise est le dix-huitième album studio de Ringo Starr, sorti le 31 mars 2015.

## Analyse
La première chanson Rory Storm and The Hurricanes, fait référence au groupe du même nom dans lequel il jouait avant de rejoindre les Beatles au début des années 1960.
La chanson-titre renferme dans ses paroles des références à des chansons des Beatles autant que des chansons solos des membres du groupe. Par exemple; « I searched here, there and everywhere / until I saw you standing there / I'm the greatest fan of you / and love is all I've gotta do / it's all too much my little child / if you would be my honey pie / eight days a week you will be mine / and getting better all the time... » 
Dans sa critique pour le site AllMusic, Stephen Thomas Erlewine décrit Postcards from Paradise comme « aussi amusant à écouter qu'il a dû être à produire » et lui donne la note de quatre étoiles sur cinq.

## Titres
1. Rory and the Hurricanes (Richard Starkey, Dave Stewart) – 4:09
2. You Bring the Party Down (Starkey, Steve Lukather) – 3:41
3. Bridges (Starkey, Joe Walsh) – 5:01
4. Postcards from Paradise (Starkey, Todd Rundgren) – 5:18
5. Right Side of the Road (Starkey, Richard Marx) – 3:12
6. Not Looking Back (Starkey, Richard Marx) – 3:50
7. Bamboula (Starkey, Van Dyke Parks) – 3:20
8. Island in the Sun (Starkey, Rundgren, Richard Page, Lukather, Gregg Rolie, Warren Ham, Gregg Bissonette) – 4:02
9. Touch and Go (Starkey, Gary Burr) – 3:36
10. Confirmation (Starkey, Glen Ballard) – 3:37
11. Let Love Lead (Starkey, Gary Nicholson) – 4:11

## Musiciens
- Ringo Starr : chant, batterie, percussions, claviers (3, 4), guitare reggae (5), chœurs, arrangements des cordes
- Dave Stewart : guitare sur 1, 6
- Steve Dudas : guitare sur 2
- Joe Walsh : guitare sur 3, 4, chœurs sur 3
- Peter Frampton : guitare sur 5, 11
- Richard Marx : guitare sur 6, chœurs sur 5, 6
- Steve Lukather : guitare sur 8, synthé basse sur 2, chœurs sur 2, 8
- Gary Nicholson : guitare sur 11
- Michael Bradford : basse sur 1
- Nathan East : basse sur 6, 9-11
- Richard Page : basse sur 8, chœurs sur 6, 7, 10
- Ann-Marie Simpson : violon sur 6, arrangements des cordes sur 6
- Bruce Sugar :  sitar synthé sur 2, claviers sur 3, piano, synthétiseurs sur 4, synthé basse sur 5, synthétiseur de cordes sur 6, arrangements des cordes sur 6
- Glen Ballard : piano sur 10
- Benmont Tench : orgue sur 5, 9, piano sur 6
- Gregg Rolie : orgue sur 8
- Jason Borger : claviers sur 1
- Van Dyke Parks : piano, accordéon, synthétiseur sur 7, arrangements des cuivres 7
- Warren Ham : saxophone, claviers sur 8, chœurs
- Jimmy Z : harmonica, saxophone
- Lee Thornburg : trombone sur 7, trompette et trombone sur 10
- Gregg Bissonette : percussions, trompette, steel drums, chœurs sur 8
- Double Treble : chœurs
- Kari Kimmel : chœurs
- Windy Wagner : chœurs
- Todd Rundgren : chœurs sur 4
- Amy Keys : chœurs sur 2, 3, 5-7, 9-11

## Production
- Ringo Starr : production, mixing
- Bruce Sugar : enregistrement, mixing, programmation des claviers
- Chris Bellman : mastering
- Ned Douglas : ingénieur additionnel
- Sean Rolie : entretien du Hammond B-3
- Vartan : art direction
- Masaki, Meire Murakani – design
- Rob Shanahan : photo de la pochette
- Scott Ritchie : photo du dos de la pochette